# Verbena incompta
Verbena incompta — вид трав'янистих рослин родини Вербенові (Verbenaceae), рідний для Південної Америки й широко натуралізований в Африці, Північній Америці, Австралазії.

## Опис
Прямостійна трава (від однорічної до багаторічної) 50–200 см заввишки. Стебло різко 4-кутове, жорстко волосисте на кутах. Листки сидячі, ланцетоподібні, до 15 × 3 см, різко й нерівномірно пилчасті, цілі до основи, щільно шорсткі на обох поверхнях. Суцвіття від щиткоподібного до колосоподібного. Колоси циліндричні, до 5 (7) см завдовжки і до 5 мм завширшки у зрілості. Квіткові приквітки яйцеподібно-ланцетні, довжиною 2–3 мм. Квітки дрібні, численні. Чашечка 5-листочкова, запушена, 5-ти зубчаста на верхівці. Віночок від блакитного до пурпурового.

## Поширення
Поширений в Аргентині, Парагваї, Уругваї, Бразилії — Ріо-Гранді-ду-Сул; натуралізований: Африка, Папуа-Нова Гвінея, Австралія, Нова Зеландія, Канада (пд.-сх.), США, Фіджі, Центральна Америка; інтродукований до південної Європи.